# Pavlo Tymoshchenko
Pavlo Yuriyovych Tymoshchenko (em ucraniano:  Павло Юрійович Тимощенко; Kiev, 13 de outubro de 1986) é um pentatleta ucraniano, campeão mundial e medalhista olímpico. 

## Carreira
Tymoshchenko representou seu país nos Jogos Olímpicos de Verão de 2008, 2012 e 2016, na qual conquistou a medalha de prata nesse último, na prova individual.